# Borbonés
El Borbonés (en francés, Bourbonnais; en occitano Borbonés o Barbonés) es una provincia histórica del centro de Francia que corresponde al actual departamento del Allier y a una parte del departamento de Cher.

## Historia
Su primer señor conocido fue Adhemar (o Aymar), que vivió en el siglo X. Este adquirió el castillo de Borbón (hoy Bourbon-l’Archambault), que dio su nombre a la familia, la casa de Borbón. 
Con la muerte de Archimbaldo VIII (1200), se puso fin a la primera casa de Borbón. Este no tuvo más que una heredera, Matilde I de Borbón, quien se casó con Guido II de Dampierre, que añadió Montluçon a las posesiones de los señoríos de Borbón, que se extendieron durante los siglos XI y XII por las orillas del Cher.
La segunda casa de Borbón empezó en 1218 con Archimbaldo IX, hijo de Guido II de Dampierre y Matilde I de Borbón, y prosiguió con Archimbaldo X, su nieto. Este último murió en Chipre en 1249 durante una cruzada. Borbón pasó entonces a formar parte de la casa de Borgoña.
En 1272, Beatriz de Borgoña (1258-1310), señora de Borbón, se casó con Roberto de Francia (1256-1318), conde de Clermont, hijo del rey san Luis IX de Francia, dando principio a la gran casa de Borbón que dio los reyes de Francia a partir de Enrique IV.
Los Borbones habían concretado una alianza con el poder real. Pusieron sus fuerzas al servicio del rey, aprovechando la posición geográfica del Borbonés que estaba situado entre los dominios reales y el ducado de Aquitania y Auvernia. Esta alianza, así como el matrimonio entre Beatriz de Borgoña y Roberto de Francia, facilitaron el desarrollo y la prosperidad del Borbonés que, en 1327, fue declarado, por el rey Carlos IV de Francia, ducado-pairal.

## Ducado de Borbón (1327-1527)
- Luis I de Borbón (1280-1342), hijo de Roberto de Clermont, fue el primer duque del Borbonés. Ostentaba, asimismo, los títulos de conde de Clermont y de Marche. Se casó en 1310 con María de Henao (?- 1354).

- Pedro I de Borbón (1311-1410), hijo y sucesor de Luis I, se casó en 1337 con Isabel de Valois (1313-1383).

- Luis II de Borbón (1337-1410), hijo de Pedro I, regresó, en 1366 de Inglaterra donde había permanecido en cautiverio. Tras conquistar su ducado, por entonces en manos de los ingleses, hizo reconstruir y ampliar el castillo de Moulins. Más tarde, amplió sus posesiones añadiendo al Borbonés Auvernia, Berry y Marche y, tras su matrimonio 1371, con la condesa de Forez Ana de Auvernia (1358-1417), y se adjuntaron al Borbonés los señoríos de Thiers, Château-Chinon, Combraille, Beaujolais y Forez. En ausencia de un heredero masculino, Luis II, aceptó que el ducado volviera a la corona. Moulins, a partir de 1379, fue la capital del ducado por deseo expreso de Luis II.

- Juan I de Borbón (1381-1434), hijo de Luis II, se casó en 1400 con María de Berry (1367-1434), duquesa de Auvernia y condesa de Montpensier, fue hecho prisionero en la batalla de Azincourt y murió en Londres en 1434. Está enterrado en Souvigny.

- Carlos I de Borbón (1401-1456), hijo de Juan I, se casó, en 1423, con Agnés de Borgoña (1407-1476, hija de Juan I de Borgoña.

- Juan II de Borbón (1426-1488), hijo de Carlos I, se casó, en 1447, con Juana de Francia (1430-1482), hija del rey Carlos VII. Después de su muerte en 1488 y tras la abdicación de su hermano Carlos II (1423-1488), cardenal y arzobispo de León le sucedió su hermano Pedro de Beaujeu.

- Pedro II de Borbón (1438-1503), señor de Beaujeu, fue nombrado duque de Borbón y de Auvernia en 1488. Se casó, en 1743 con Ana de Francia, hija del rey Luis XI, vizcondesa de Thouars. Tuvieron dos hijos: Carlos (1476-1498) y Susana (1491-1521). Tras la muerte de Luis XI ocurrida en 1483 fueron los regentes de Francia y dirigieron el reino durante la minoría del rey Carlos VIII, hermano de Ana. Después del fallecimiento de Pedro II en 1503, y dado que no había heredero masculino (su hijo Carlos murió en 1498), el ducado tenía que ser devuelto a la corona, en la misma forma en que lo había aceptado Luis II. Pero Ana de Francia obtuvo una derogación del rey. Su hija Susana, duquesa de Borbón y de Auvernia (1503), condesa de Clermont, de la Marche, de Forez y de Gien, se casó en Moulins, en 1505, con su primo Carlos de Borbón-Montpensier, que llegaría a ser el duque Carlos III de Borbón.

- Carlos III de Borbón (1490-1527) fue el octavo y último duque de Borbón antes de que el ducado pasara a la corona en 1527. Carlos III de Borbón, conde de Montpensier en 1501 fue, también, duque de Borbón y duque de Auvernia tras casarse con Susana de Beaujeu.

## Blasones y armas

Armas antiguas: azur sembrado de flores de lis de oro y la banda gules.

Armas modernas: azur con tres flores de lis de oro y la banda gules.

Los primeros señores de Borbón con armas fueron los de la familia de Dampierre cuyo blasón era un fondo de oro con un león rampante gules rodeado por ocho conchas azures.
Las armas actuales del Borbonés son las de Roberto de Francia, conde de Clermont y último hijo de Luis IX de Francia, que cruzó las flores de lis de Francia con una banda gules. Se casó con la heredera de las tierras de Borbón y su hijo fue el duque de Borbón que conservó el blasón paternal que se convirtió, por tanto, en el blasón de Borbón.
A finales del siglo XIV, el rey de Francia Carlos V simplificó las armas y reemplazó todas las flores de lis dejando tan solo tres de ellas. Varios príncipes reales, le imitaron quedando, así, las armas modernas.

## Idiomas
Aunque una pequeña minoría de la población hable variantes del occitano, el idioma francés es el idioma preponderante.
El occitano, en su variedad auvernesa, se habla en la mitad sur, hacia Montluçon y Vichy. Pertenece a las lenguas occitanas del Croissant (la parte más septentrional de las regiones de occitano) que se hablan en todo el Borbonés y el norte de Limosín, y que tienen profundos rasgos franceses. Al sudoeste, en la montaña Borbonesa, el occitano se ha visto influido por el idioma francoprovenzal.
Un dialecto del francés se habla en la mitad norte, hacia la parte de Moulins.
El término borbonés es ambiguo: designa, de igual manera, tanto el habla occitana como el habla francesa del Borbonés.
- Datos: Q591233
- Multimedia: Bourbonnais / Q591233